# Zaconie
 (signalé en juillet 2025).
Si vous disposez d'ouvrages ou d'articles de référence ou si vous connaissez des sites web de qualité traitant du thème abordé ici, merci de compléter l'article en donnant les références utiles à sa vérifiabilité et en les liant à la section « Notes et références ».
- Archive Wikiwix
- Bing
- Cairn
- DuckDuckGo
- E. Universalis
- Gallica
- Google
- G. Books
- G. News
- G. Scholar
- Persée
- Qwant
- (zh) Baidu
- (ru) Yandex

La Zaconie, Zacanie ou Sacanie est le nom médiéval de la Laconie[réf. nécessaire], sur la côte Est du Péloponnèse, en Grèce.
Elle fut une des trois provinces[réf. nécessaire] de la Morée, avec le Brazzo di Maina (Arcadie) et le Belvédere (Achaïe et Élide). Son chef-lieu était Mistra.
Son nom est une déformation médiévale de Laconie.